# (59369) Chanco
(59369) Chanco est un astéroïde de la ceinture principale.

## Description
(59369) Chanco est un astéroïde de la ceinture principale. Il fut découvert le 11 mars 1999 à Uccle par Thierry Pauwels. Il présente une orbite caractérisée par un demi-grand axe de 2,97 UA, une excentricité de 0,12 et une inclinaison de 3,3° par rapport à l'écliptique.

## Compléments